# Teigafjall

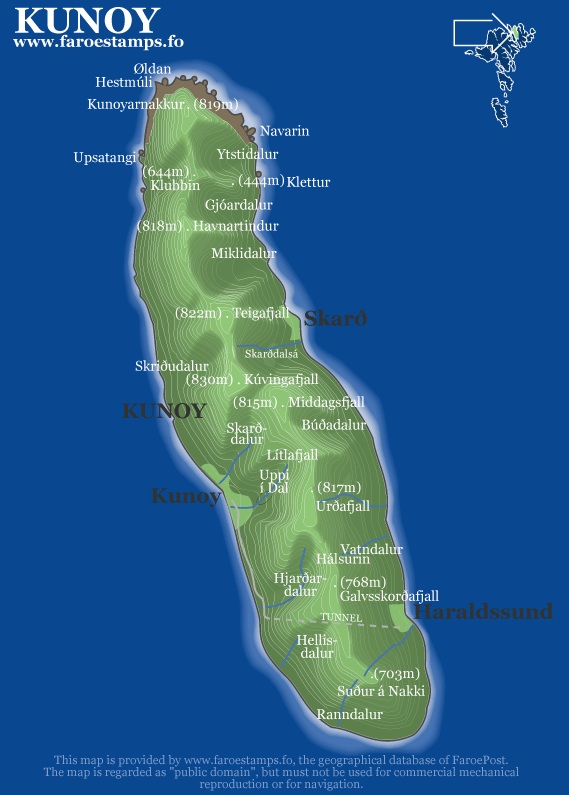
Karta över Kunoy med Teigafjall utmärkt

Teigafjall är ett berg på ön Kunoy i den norra delen av ögruppen Färöarna. Bergets högsta topp är 825 meter över havet vilket gör berget till Färöarnas femte högsta berg och den näst högsta berget på Kunoy, bara fem meter lägre än det närbelägna Kúvingafjall. Teigafjall ligger på den norra delen av ön, inte långt från det forna samhället Skarð som övergavs 1913 då alla manliga bybor omkom i en förlisning på sjön.